# Токугава Ёсимунэ
Токугава Ёсимунэ (яп. 徳川 吉宗,  27 ноября 1684 — 12 июля 1751) — 8-й сёгун Японии из династии Токугава (1716—1745).

## Биография
Третий сын Токугава Мицусида (1627—1705), главы феодального дома Кии (госанкэ), основанного одним из младших сыновей Токугава Иэясу. В 1697 году он стал даймё небольшого владения Сабаэ (ныне часть префектуры Фукуи).
Путь к власти Ёсимунэ открыла смерть его родственников. В мае 1705 года умер старший брат, а августе — отец, а в сентябре скоропостижно скончался средний брат. Таким образом, в 1705 году Токугава Ёсимунэ стал даймё хана (владения) Кии (1705—1716) с доходом в 550 тыс. коку (совр. префектура Вакаяма). В декабре того же года он сменил имя Ёриката, данное ему при рождении, на Ёсимунэ.
Токугава Ёсимунэ известен в первую очередь своими финансовыми реформами, в результате которых он изгнал своего консервативного советника Араи Хакусэки и инициировал реформы Кёхо. В 1745 году ушёл в отставку, передав всю власть своему старшему сыну Токугаве Иэсигэ. Токугава Ёсимунэ был чрезвычайно талантливым политиком и администратором, и считается вторым по значимости среди сёгунов Токугава после основателя династии Токугавы Иэясу.

## Правление в княжестве Кии
Токугава Ёсимунэ пробыл даймё княжества Кии 11 лет (1705—1716). За это время он успел провести множество успешных мероприятий — наладил управлением княжеством, поправил его финансовое положение, во всем навел строгий порядок. Ему пришлось начать с решительных мер — он сократил штат мелких чиновников на 18 человек, а оставшимся урезал содержание. Ёсимунэ предпринял шаги по исправлению дел в деревне и улучшению ирригационных систем, за что заслужил прозвание «просвещенного правителя» (мэйкун).

## Сёгун
В июне 1716 года скончался шестилетний сёгун Токугава Иэцугу, и Ёсимунэ занял пост сёгуна, он находился в зрелом возрасте и уже обладал административным опытом, притом успешным. Формально Ёсимунэ правил около 30 лет, но в действительности — дольше (до своей смерти в 1751 году).
В правление сёгуна Ёсимунэ произошло усиление властных структур сёгуната. Используя свой предыдущий опыт главы княжества, он старался приобрести как можно больше знаний в области управления, постигнуть тайные пружины ведения всех дел, которые входили в сферу обязанностей сёгуна. Он стремился знать, что происходило в разных владениях, чтобы владеть обстановкой в стране. Для этого Ёсимунэ создал группу из 20 самураев, которые переехали вместе с ним в Эдо из княжества Кии. Именно им он поручал собирать сведения об обстановке в княжествах, доверяя лишь их сообщениям, а не донесениям официальных лиц. Собранная точная информация давала ему возможность решать вопросы назначения на ту или иную должность, находить способных и заслуживающих доверия чиновников. Токугава Ёсимунэ смог ослабить соперничество между новым чиновничеством в сёгунском правительстве и фудай даймё, политические позиции которых несколько пошатнулись. Он сразу же «исправил» отношения с фудай даймё, выказав уважение главе их представителей и заняв враждебную позицию по отношению ко многим новым людям, возвысившимся при предыдущих сёгунах. Есимунэ упразднил должность личного секретаря при сёгуне, так как лица, её занимавшие, фактически становились фаворитами правителей.

## Реформы Кёхо
В 1716—1736 годах сёгун Токугава Ёсимунэ осуществил реформы, получившие название реформ годов Кёхо. Они были направлены на оздоровление финансов государства.
О том, что финансовое положение было напряженным, свидетельствовало жалкое положение хатамото и гокэнин, то есть слоя, который составлял социальную базу сёгуната. Хатамото, состоявшие на жалованье, получали его три раза в год: весной, летом и зимой. В 1722 году правительство выплатило им только четверть всей суммы. Сёгун помогал тем из своих вассалов, которые оказывались в неоплатном долгу у кредиторов. Но, чтобы исправить материальное положение хатамото и гокэнин коренным образом, необходимо было привести в порядок финансы, что напрямую было связано с поступлением налогов.
При пятом сёгуне Токугава Цунаёси была учреждена должность, в ведении которой находились финансовые и гражданские дела. Став сёгуном, Ёсимунэ выделил финансовые дела в отдельную сферу и взял под свой контроль всю деятельность бакуфу и городских магистратов, связанную с финансовыми и гражданскими делами, уделяя при этом внимание укреплению общественного порядка и улучшению структуры управления. По этому поводу были изданы специальные указы.
Чтобы укрепить денежные поступления в казну бакуфу и упорядочить бюджет, Ёсимунэ предпринял ряд мер. В июле 1721 года финансовое ведомство стали возглавлять два чиновника: каттэката (в его ведении находились финансы) и кудзиката, который занимался разными административно-гражданскими делами — разбором жалоб, вопросами усыновления, назначения наместников и т. д. Эти должности Ёсимунэ поручил родзю, которым он доверял.
Специальным указом Ёсимунэ ввел режим жесткой экономии, причем сёгун подал личный пример. Он вел борьбу против роскоши и излишеств в одежде, пище, жилищах как при своём дворе, так и в отношении даймё, самураев и торговцев. Он запретил азартные игры, весьма распространенные среди имущих слоёв населения. Он также боролся против взяточничества и других злоупотреблений чиновников. Проводя политику экономии государственных средств, Ёсимунэ сократил число хатамото и гокэнин, а оставшимся снизил рисовое жалованье.
В первые годы своего правления Токугава Ёсимунэ временно обложил даймё общегосударственным налогом в размере 1 % валового сбора риса в их княжествах, а те переложили всю тяжесть дополнительного налога на крестьян. Вместе с тем Ёсимунэ сократил срок их пребывания в Эдо с одного года до шести месяцев, тем самым уменьшив их расходы. Это нововведение действовало в 1722—1731 годах. Когда Ёсимунэ счел, что бюджет сёгуната упорядочен, он отменил налог с даймё и восстановил годичный срок их пребывания в Эдо.
Токугава Ёсимунэ заслуженно прозвали «рисовым сёгуном» за его меры, направленные на увеличение посевов риса и на создание его запасов как в сёгунских, так и в иных владениях. При Ёсимунэ принимались меры по ограничению производства сакэ в годы обильных урожаев, когда цены на рис падали, с тем чтобы не сокращать запасы на местах. С той же целью проводились меры по ограничению подвоза риса в большие города. Именно при Ёсимунэ на острове Додзима (Осака) была открыта рисовая биржа, где определялись цены на рис. Бакуфу следило, чтобы между ценами на рис и товары повседневного спроса не существовало больших разницы, проводило политику стабилизации цен, действуя через объединения торговцев (кабунакама).
При Токугава Ёсимунэ было значительно облегчено участие городских торговцев в освоении целины. Лицам, поднимавшим пустоши, давались значительные налоговые льготы. Несмотря на то, что продавать землю было запрещено, движение земли все равно происходило (например, в результате просроченного заклада). Так появились новые помещики (син дзинуси), которые в результате реформ годов Кёхо получили право владения землей. Такое послабление отвечало политике увеличения поступлений в казну в виде налогов.
Эту же цель преследовали и регулярные переписи населения, начало которым положил Ёсимунэ и которые должны были определить податное население страны. Первая перепись прошла в 1721 году, затем они стали проводиться каждые шесть лет.
По распоряжению сёгуна один из его ближайших сподвижников, Ока Тадасукэ, собрал отдельные указы и свел их в единый кодекс. Так в 1742 году появился первый в эпоху Токугава кодекс законов из 100 статей. Пользоваться им имели право только судейские чиновники. Согласно этому кодексу, во многих случаях отменили пытки; за воровство преступника стали метить татуировкой, нанося её на лоб или руки.
В 1722 году были опубликованы указы, касавшиеся издательских дел, которые явились первым шагом в деле охраны авторских прав. Была введена строгая цензура на открытый эротизм и натурализм в описании сцен и деталей быта «веселых кварталов».
При Ёсимунэ Эдо превратился в огромный город. Власти строго следили за соблюдением порядка в сёгунской столице и за её санитарным состоянием. Сущим наказанием были пожары, в среднем один большой пожар случался каждые три года. Поэтому в 1718 году для тушения пожаров стали привлекать и горожан. В августе 1720 года в каждом квартале Эдо создали своего рода противопожарные отряды, которые отвечали за безопасность. Домовладельцев тоже обязали принимать противопожарные меры.
В трёх крупных городах Японии три раза в неделю выставлялся специальный ящик — мэясубако — для приёма жалоб от населения. Ключ хранился у сёгуна, только он обладал правом вскрывать эти ящики. Поэтому строго следили, чтобы ящики не пропали по дороге, с особо большой охраной доставляли эдоский ящик. На чтение бумаг из этих ящиков сёгун тратил несколько часов в день. Среди бумаг с жалобами попадались и просьбы, например, открыть лечебницу. В декабре 1722 года в Эдо была построена лечебница, в которой бедных и одиноких людей лечили бесплатно.
Составной частью реформ годов Кёхо было разрешение на ввоз в Японию европейских книг по прикладным наукам. Ёсимунэ лично встречался с голландцами во время их ежегодных визитов в Эдо и задавал много вопросов, интересуясь тем, какую практическую выгоду можно извлечь из западных наук. Ёсимунэ интересовало всё, что происходило на Западе. Он проявлял большой интерес к европейской пище, растениям, живописи и особенно к тому, что имело отношение к сельскому хозяйству. С его разрешения несколько японцев отправились в Нагасаки, чтобы изучить там голландский язык. Пробитая европейскими книгами брешь в изоляции страны положила начало школе рангаку («голландоведов»), представители которой выступали за расширение связей с Западом, за распространение европейских знаний в Японии.

## Личность сёгуна
Токугава Ёсимунэ был самураем, поэтому придавал большое значение закалке, стремился возродить военное мастерство самураев, был сторонником строгих нравов и считал сложный этикет и всякие церемонии вредными для государственных интересов. Одевался он скромно: летом носил одежду из хлопка, а зимой — из льна.
Природа наградила Ёсимунэ крепким здоровьем. Он был физически сильным человеком ростом 182 см, что было удивительно, поскольку из всех периодов японской истории в эпоху Эдо японцы в массе были наиболее низкорослыми.
По обычаям своего времени Ёсимунэ был окружен блестящими женщинами, но не особенно увлекался ими. Когда после смерти жены и наложницы (она умерла при родах будущего сёгуна) его спросили, какую ему подобрать наложницу, он ответил: главное, чтобы была верной и не ревнивой, а лицо — уж какое есть.

## Смерть
В 1745 году Токугава Ёсимунэ добровольно отказался от верховной власти в пользу своего старшего сына Токугава Иэсигэ, но вплоть до своей смерти продолжал руководить государством.
12 июля 1751 года 66-летний Токугава Ёсимунэ скончался и был похоронен на территории буддийского храма Канъэйдзи в Уэно (Токио).